# 塞切尼·伊什特万
上沙爾堡伯爵塞切尼·伊什特万（匈牙利語：Gróf sárvárfelsővidéki Széchenyi István，1791年9月21日—1860年4月8日），匈牙利改革家、作家。他是塞切尼·费伦茨伯爵的儿子。伊什特万引导了匈牙利贵族中对政治的讨论风气，立意将匈牙利现代化。
匈牙利5000福林的纸币上印有他的头像。布达佩斯的塞切尼·伊什特万广场以他的名字命名。